# 徐建国 (医学微生物学家)
徐建国（1952年4月19日—），男，山西平陆人，中国医学微生物学家，中国疾病预防控制中心传染病预防控制所所长，中国工程院院士。

## 生平
2011年当选为中国工程院院士。